# Kirchenschriftsteller
Kirchenschriftsteller ist eine Bezeichnung für Theologen der christlichen Spätantike, denen die römisch-katholische Kirche nicht den Rang eines Kirchenvaters bzw. Kirchenlehrers zuerkennt.

## Römisch-katholische Patristik
Hieronymus bezeichnete in seiner christlichen Literaturgeschichte De viris illustribus die gelehrten Männer, von denen dieses Werk handelte, im Vorwort als ecclesiastici scriptores, „kirchliche Autoren“. Der Begriff Kirchenväter kommt in diesem Zusammenhang nicht vor. Aber je mehr bestimmte Autoren als die „zuverlässigen Dolmetscher des wahren Glaubens“ herausgehoben wurden, kam es bei Augustinus von Hippo und vor allem bei Vinzenz von Lérins zu einer Unterteilung der christlichen Theologen der Spätantike in zwei Gruppen, neben den Kirchenvätern Autoren geringeren Ranges, für die man im Altertum keinen besonderen Namen hatte. Sie wurden in neuerer Zeit in der römisch-katholischen Patristik mit dem Begriff Kirchenschriftsteller bezeichnet. Es handelt sich also um christliche Theologen, „welche sich zum Glauben der Kirche bekennen, aber der auszeichnenden Merkmale, mithin auch der kirchlichen und theologischen Autorität der Kirchenväter ermangeln.“ (Otto Bardenhewer)
Während die Werke der Kirchenväter eine „Auslese“ (electio) aus dem patristischen Schrifttum darstellten, müssten die Werke der Kirchenschriftsteller einer Prüfung (examen) unterzogen werden. Ein Beispiel ist die Gelasianische Dekretale De recipiendis et non recipiendis libris (6. Jahrhundert): Sie akzeptierte diejenigen Werke des Origenes, die von Hieronymus nicht kritisiert wurden, und hielt die Kirchengeschichte des Eusebius von Caesarea für nützlich, obwohl ihr Verfasser den „Schismatiker“ Origenes verteidigt habe.
Kirchenschriftsteller werden als Mitglieder der katholischen Kirche angesehen, die römisch-katholische Patristik nimmt daher eine weitere Differenzierung vor. Alle weiteren christlichen Schriften der Antike bezeichnet sie als „frühchristliche“ oder „altchristliche Literatur“.

## Protestantische Geschichte der Alten Kirche
Bei den Reformatoren führte das humanistische Interesse an Texten der Antike zu einer intensiven Beschäftigung mit den altkirchlichen Autoren. Im Zug der Kontroverstheologie ging die Hochschätzung der Alten Kirche parallel mit der Konstruktion einer Verfallsgeschichte, die in der Papstkirche der Gegenwart ende. Alle Seiten beriefen sich auf die Kirchenväter, um eigene Positionen zu legitimieren, so auch Lutheraner und Calvinisten in ihren Kontroversen um das Abendmahlsverständnis. Erstmals in Frage gestellt wurde dies durch den reformierten Theologen Jean Daillé, der aufgrund der Distanz zwischen Antike und eigener Gegenwart (17. Jahrhundert) bezweifelte, dass Kirchenväterzitate in aktuellen theologischen Auseinandersetzungen sinnvoll seien. Johann Salomo Semler lehnte 1755 aus methodischen Gründen die Vorstellung eines in der Alten Kirche formulierten, zeitlos gültigen Bestands an theologischen Lehren ab.
In einer klassischen Arbeit zum Thema kritisierte Franz Overbeck 1882 die Unterscheidung zwischen Kirchenvätern und Kirchenschriftstellern, da sie von dogmatischen Interessen motiviert sei. Hans von Campenhausen lehnte mit Berufung auf Overbeck die Unterscheidung zwischen Kirchenvätern und Kirchenschriftstellern als „nachträgliche Klassifikationen“ explizit ab. Kirchenväter in seinem Sinn sind „die rechtgläubigen Schriftsteller der alten Kirche“, eine „unübersehbare Schar“, aus der er eine kleine Auswahl besonders wichtiger Persönlichkeiten heraushebt. (Unter den von ihm als Griechische bzw. Lateinische Kirchenväter bezeichneten Autoren gelten folgende in der römisch-katholischen Patristik als Kirchenschriftsteller: Clemens von Alexandria, Origenes, Eusebius von Caesarea, Synesios von Kyrene, Tertullian, Lactantius, Boethius.)
Silke-Petra Bergjan stellt fest, dass die innerchristlichen Abgrenzungsprozesse, die zur Feststellung von Orthodoxie und Häresie führten (und damit zur Bezeichnung bedeutender altkirchlicher Autoren wie Origenes und Tertullian als „nur“ Kirchenschriftsteller) selbst Gegenstand der Forschung seien, aber diese nicht strukturierten. Zunehmend werde die gesamte altkirchliche Literatur interdisziplinär in Zusammenarbeit mit Philologen und Althistorikern erforscht.